# إبراهيم الشلحي
إبراهيم الشلحي أو إبراهيم أحمد الشلحي (1899 – 5 أكتوبر 1954) ناظر الخاصة الملكية للملك إدريس السنوسي، ملك ليبيا. وكان يعتبر في فترة ما الرجل الثاني في الدولة الليبية من حيث التأثير بعد الملك. تعرض لاغتيال على يد محيي الدين السنوسي حفيد السيد أحمد الشريف وأبن اخ الملكة فاطمة الشريف حادثة الاغتيال فجرت أزمة في العلاقات بين عائلة أحمد الشريف السنوسي والملك إدريس، وتعتبر أول عملية اغتيال سياسي علني تقع في ليبيا المعاصرة منذ تكوينها واستقلالها.

## نشأته
ولد إبراهيم الشلحي في برقة عام 1899، جده من أصول جزائرية من قبيلة الشلوح جاء برفقة السيد محمد بن على السنوسي، تعلم إبراهيم القرآن وحفظه في الزوايا السنوسية ثم التحق بخدمة السيد أحمد الشريف كخادم خاص، الذي رشحه لخدمة السيد إدريس السنوسي سنة 1913. اعتمد عليه السيد إدريس ليصبح مستشارا وصديقا وخادما أمينا وأصبح في منزلة «الرجل الثاني» بعد السيد إدريس.

## علاقته بالملك إدريس
كان إبراهيم الشلحي على امتداد نحو أربعين سنة أقرب شخصية إلى الملك إدريس وأكثرهم حظوة عنده، كان يعامله معاملة الأبن، ولا يفارق الملك إلا وقت النوم ويشرف على راحته الشخصية ويعد له وجبات الأكل، وكان الملك يعطف عليه عطفا خاصا ولا يرفض له طلبا.، لقد كان محل ثقة كبيرة لدى الملك، فهو رجل أمين راجح العقل كان لرأيه نفع كبير للملك في كثير من الأوقات العصيبة والأزمات وقد جلبت له هذه العلاقة الكثير من الحسد والعداء. غير أن هذه العلاقة خلقت بالمقابل نقطة ضعف لدى الملك من خلال عطفه المبالغ فيه على إبراهيم الشلحي وعائلته في حياته، وزيادة ذلك بعد الاغتيال حيث أصبح لا يرى أي خطأ أو أثم أو حماقة يرتكبها أي من أبناء ناظر خاصته القتيل، ولا يرفض لأي منهم طلبا ولا يقبل في أي منهم طعنا أو نقدا.

## أبناء إبراهيم الشلحي
له ستة بنات وثلاث أبناء وهم:
الابن الأول: البوصيري الشلحي
شغل منصب أبيه بعد اغتياله كناظر للخاصة الملكية وكان عمره حينها 25 عاما ، توفي في حادث سيارة قرب مدينة إجدابيا سنة 1964.
الأبن الثاني: عمر الشلحي
درس القانون في مصر، عينه الملك مستشارا خاصا له في أواخر الستينات. توفي في جنيف 25 فبراير 2019 ودفن في مقبرة جنيف الإسلامية.
الابن الأصغر: عبد العزيز الشلحي
تخرج من الكلية الحربية المصرية بالقاهرة سنة 1954 وعاد إلى ليبيا ليعمل في الجيش الليبي. توفي في 6 مارس 2009 في طرابلس.

## حادثة اغتياله
أبناء السيد أحمد الشريف كانت لديهم قناعة أن الشلحي يحول بينهم وبين الملك  كما أنهم يتهمونه بأنه وراء مؤامرة حرمانهم من وراثة العرش الليبي  وقد حفز ذلك أحد المنحدرين من نسل أحمد الشريف على اغتياله. يوم 5 أكتوبر 1954 قام محيي الدين السنوسي حفيد السيد أحمد الشريف باغتيال إبراهيم الشلحى بإطلاق النار عليه أمام مكتب رئيس الوزراء. بعد ثلاثة أيام من حادثة الاغتيال تم تشييع جثمان إبراهيم الشلحي إلى مقبرة سيدي رويفع الإنصاري بمدينة البيضاء. محيي الدين السنوسي منفذ عملية الاغتيال من مواليد مطروح سنة 1936 درس في بيروت في كلية المقاصد الإسلامية ثم كلية الصيدلة والتي كان طالبا بها عند قيامه بعملية الاغتيال. حكمت محكمة جنايات بنغازي على محيي الدين السنوسي بالإعدام وأستأنف الحكم امام المحكمة العليا الإتحادية وأيدت الحكم. صدر حكم الإعدام في 11 ديسمبر 1954 وتم تنفيذ حكم الإعدام في 6 فبراير 1955 . وقد حاولت جهات داخلية وأجنبية كثيرة التوسط لدى الملك إدريس للعفو عن محيي الدين ولكنه رفض بشدة وتم تنفيذ الحكم على الرغم من أن القاتل هو ابن أخ الملكة فاطمة السنوسي. أصدر الملك أمره إلى قائد قوات دفاع برقة محمود بوقويطين بأن ينفذ الحكم في وسط بنغازي أمام مبنى رئاسة مجلس الوزراء مكان حدوث الاغتيال وتم العدول عن ذلك بسبب عدم قانونية ذلك وتنفيذ عملية الشنق في السجن المركزي بحضور أبناء الشلحي وأمر الفريق محمود بوقويطين قائد قوة دفاع برقة وصهر أل الشلحي بإلقاء جثة القتيل أمام مبنى رئاسة الوزراء ليتسلمها أهلها. فكر الملك في اعتزال الحكم من شدة حزنه وقرر وضع جميع أفراد العائلة السنوسية تحت الإقامة الجبرية وتجريدهم من ألقابهم ومعاملتهم معاملة أي مواطن ليبي عادي.